# Eliščin dvůr
Eliščin dvůr je památkově chráněná zemědělská usedlost čp. 148 v obci Hajnice v okrese Trutnov, severní část obce, v části Kyje. Výstavba přelom 18. a 19. století. Přízemní původně celoroubený dům s křížovou světničkou s pavláčkou vysazenou na sloupech. Jedná se o příklad zástavby podkrkonošské vesnice. V současné době objekt obývá rodina Jansova a provozuje zde penzion.